# Суслов, Сергей Александрович
Серге́й Алекса́ндрович Су́слов (27 августа 1924 года, деревня Кулаково, Вологодской области — 30 марта 1999 года, Вологда) — советской армии сержант, полный кавалер ордена Славы, командир отделения взвода пешей разведки 222-го стрелкового полка 49-й стрелковой дивизии 10-й армии.

## До войны
Родился 27 августа 1924 года в деревне Кулаково Вологодского района Вологодской области в крестьянской семье. Русский. Образование 7 классов. Окончил школу фабрично-заводского обучения в Вологде. Работал сборщиком стальных конструкций в городе Электросталь Московской области, машинистом локомобиля в Вологде.

## Война
В августе 1942 года в возрасте 18 лет призван в ряды Красной армии. В боях Великой Отечественной войны участвовал с марта 1943 года.
Командир отделения взвода пешей разведки 222-го стрелкового полка (49-я стрелковая дивизия, 10-я армия, Западный фронт) сержант Сергей Суслов с вверенной ему группой разведчиков 7 января 1944 года в 5-и километрах юго-западнее города Чаусы Могилёвской области Белоруссии ночью, преодолев вражеские проволочные заграждения, проник в расположение противника, захватил в плен гитлеровца и доставил в штаб полка.
За мужество и отвагу, проявленные в боях, 23 января 1944 года сержант Суслов Сергей Александрович награждён орденом Славы 3-й степени (№ 36845).
В ночь на 5 февраля 1944 года в районе города Чаусы группа захвата, в составе которой действовал сержант Суслов С. А., вступил в схватку с расчётом вражеского пулемёта, один гитлеровец был взят в плен и вместе с пулемётом доставлен в расположение части.
За мужество и отвагу, проявленные в боях, 7 февраля 1944 года сержант Суслов Сергей Александрович награждён орденом Славы 2-й степени (№ 339).
23 февраля 1944 года, возглавляя разведывательную группу (в том же районе Белоруссии) сержант Сергей Суслов пробрался в расположение противника, уничтожил пулемётную точку с расчётом, гранатами разрушил блиндаж и взял в плен гитлеровского офицера.
Указом Президиума Верховного Совета СССР от 23 августа 1944 года за образцовое выполнение заданий командования в боях с немецко-фашистскими захватчиками сержант Суслов Сергей Александрович награждён орденом Славы 1-й степени (№ 118), став полным кавалером ордена Славы.

## Послевоенная жизнь
В 1945 году Суслов С. А. демобилизован. Вернулся в Вологду. В 1948 году вступил в ряды ВКП(б)/КПСС. Работал в финансовом отделе Северной железной дороги. 
Скончался в возрасте 74 лет 30 марта 1999 года. Похоронен на Пошехонском кладбище города Вологды, в ряду почетных захоронений.
У Сергея Александровича — двое детей (Александр и Сергей) и пять внуков (Алексей, Сергей, Мария, Михаил и Иван). Все в настоящее время проживают в Вологде.
Награждён орденами Отечественной войны 1-й степени, Славы 1-й, 2-й и 3-й степени, медалями За отвагу, За победу над Германией.